# Ramal del Canal de São Roque
El Ramal del Canal de São Roque era un ferrocarril portugués de vía ancha que unía la estación de Aveiro al Canal de São Roque, cerca de las salinas, con una extensión de 2,431 km, sin obras de ingeniería en su corto recorrido.

## Historia
Este ramal fue construido para el transporte de la sal extraída en las salinas de Aveiro. Fue la Compañía de los Caminhos de Ferro Portugueses la que construyó esta vía férrea, abierta a la explotación el 19 de septiembre de 1913.
En términos de paisaje, era un ferrocarril que proporcionaba tres variedades de panoramas: por un lado, las casas de la ciudad de Aveiro; en frente, la blancura de las salinas, y en el otro lado, los campos agrícolas verdes.
De este ramal restan apenas los vestigios de una parte del recorrido, en una zona protegida, donde no fue realizada ninguna construcción. Este ramal se encuentra desactivado desde la década de 1960.
- Datos: Q16624255